# 赤坂義昭
赤坂 義昭（あかさか よしあき、1943年6月29日 - 2009年12月28日）は、秋田県六郷町（現在の美郷町）出身で、宮城野部屋所属の元大相撲力士、暁ジム（田中敏朗会長）→帝拳ジム所属の元プロボクサー、第16代・第18代日本ミドル級王者。元協栄札幌赤坂ジム会長。大相撲時代の四股名は郷の山（さとのやま）。

## 来歴
中学校卒業後に力士を志して大相撲の宮城野部屋に入門し、1959年5月場所に本名の赤坂の四股名で初土俵を踏んだ。同年11月場所から四股名を郷の山に改名して三段目まで出世したが、1962年9月場所限りに廃業した。最高位は三段目93枚目。
プロボクシングに転向して、1963年にプロデビュー。左右パンチともに威力を秘め、1966年3月20日、日本ミドル級王者の海津文雄と対戦し、判定負け。
1967年5月3日、海津文雄とのリマッチで判定勝ちを収め王座を獲得した。
1967年7月19日、海津とのラバーマッチに判定負けを喫し初防衛に失敗、王座から陥落した。
1967年11月8日、武田昭峰と日本ミドル級王座決定戦を行い、3回KO勝ちを収め王座に返り咲いた。
1968年5月6日、藤一に敗れて初防衛に失敗、王座から陥落した。
1968年6月7日、ローマでWBA・WBC世界ミドル級王者ニノ・ベンベヌチと対戦し、2回KO負け。
その後、日本王座返り咲きを狙って江藤義昭、カシアス内藤と対戦するも、いずれも失敗に終わった。
引退後は札幌に移り、協栄札幌赤坂ジムを設立。慢性腎不全のため、ジムの経営は長女でマネージャーも務める裕美子及び畠山昌人に譲って療養に専念していたが、慢性腎不全が悪化して2009年12月28日に死去した。

## 主な成績

### 大相撲時代
- 通算成績：65勝73敗8休（21場所）

### プロボクシング時代
- 通算成績：43戦22勝（10KO）20敗1分け

## 獲得タイトル
- 第16代日本ミドル級王座（防衛0）
- 第18代日本ミドル級王座（防衛0）